# Riudecols
Riudecols és un municipi de Catalunya situat al Camp de Tarragona, a la comarca del Baix Camp. El terme, molt superior a l'històric, té 19,37 km². És en un terreny muntanyós, als peus del Puigcerver, de 834 metres d'altitud, del Puig Marí, de 659 metres, prop del límit del Camp amb el Priorat, i del puig de Vilavella de 527 metres, i rodejat per les rieres de les Voltes i les Irles. Té al sud-oest el terme de Duesaigües, al sud Riudecanyes, al sud-est Botarell, les Borges per l'est i Alforja pel nord. Segons Manuel de Montoliu, el nom del poble prové de Riu-de-còdols, i d'aquí va evolucionar fins al nom actual. Es creu que se li va posar aquest nom perquè quan es va fundar la vila encara baixava aigua per la riera tot l'any. Riudecols forma part de l'Associació de Municipis per la Independència.

## Geografia
- Llista de topònims de Riudecols (Muntanyes, serres, collades, indrets, rius, fonts, cases, masies, esglésies, etc).

## Història
S'han trobat jaciments prehistòrics que pertanyen al Paleolític mitjà (90.000 i 40.000 aC). Tot i així, els nuclis de població actuals no es van començar a formar fins després de la reconquesta cristiana al segle xii. Primer, Riudecols va formar part de la baronia d'Alforja i posteriorment, el 1182, se li va concedir un subfeu. El primer senyor de Riudecols va ser el cavaller Pere de Puig. Cap al 1235, Pere dels Arcs va atacar i saquejar la vila i la va incorporar en la seva senyoria. Quan el 1243 va morir Pere dels Arcs, l'arquebisbe Pere d'Albalat va adquirir les possessions que havia heretat la seva filla, abadessa del Monestir de Bonrepòs. Al segle xiv els descendents de Pere de Puig van anar a viure a la ciutat de Tarragona. En aquesta època hi ha notícies que parlen de l'arribada de la relíquia del braç de santa Tecla al poble el 17 maig 1321. Mentre la família Puig va viure a Tarragona es creu que es van canviar el seu cognom pel de Riudecols. Sembla que van ser molt ben considerats en la cort del rei Martí I l'Humà. Aquest rei va demanar al senyor Berenguer de Riudecols que assistís a la seva coronació a Saragossa. L'any 1370 el senyor de Riudecols va defensar la Corona d'Aragó de la invasió per part de Pere I de Castella «el Cruel». El 1377 Galceran de Riudecols, senyor de la vila, va ser nomenat Veguer de Tarragona i el 1386, conseller reial.
El 7 d'octubre de 1464, el Senyoriu de Riudecols va canviar de propietari. Els nous senyors de Riudecols van ser els Ferrer. Els primers descendents d'aquesta nova dinastia van tornar a viure a Riudecols. El 1553 a Tarragona hi ha una nou carrer: Carrer de Riudecols. En aquest hi vivia un tal Joan Ferrer (probablement senyor de Riudecols). A partir de 1558 va formar part de la Comuna del Camp. Al segle xvii la jurisdicció civil del poble era del senyor i la criminal de l'arquebisbe.
El maig de 1822 un grup d'homes del poble es van aixecar amb el capitost Romagosa contra el règim liberal. Els liberals reusencs, comanats per Josep Sans, «Pep Morcaire», van fer diversos assalts al poble. El 1837 va ser l'escenari d'una batalla durant la Primera Guerra Carlina. Les tropes liberals van encerclar prop de quatre-cents soldats carlins. En van morir dos-cents en el combat i uns altres cinquanta van ser afusellats pels liberals.
L'actual terme municipal es va formar al segle xix amb la unió de Riudecols i les poblacions de Les Voltes i Les Irles. Durant la Guerra Civil espanyola (1936-39) el poble no va viure la guerra, però sí que va ser un lloc de refugi per a les tropes de l'exèrcit republicà i també un dels pobles més importants per a la rereguarda de la batalla de l'Ebre.

## Patrimoni

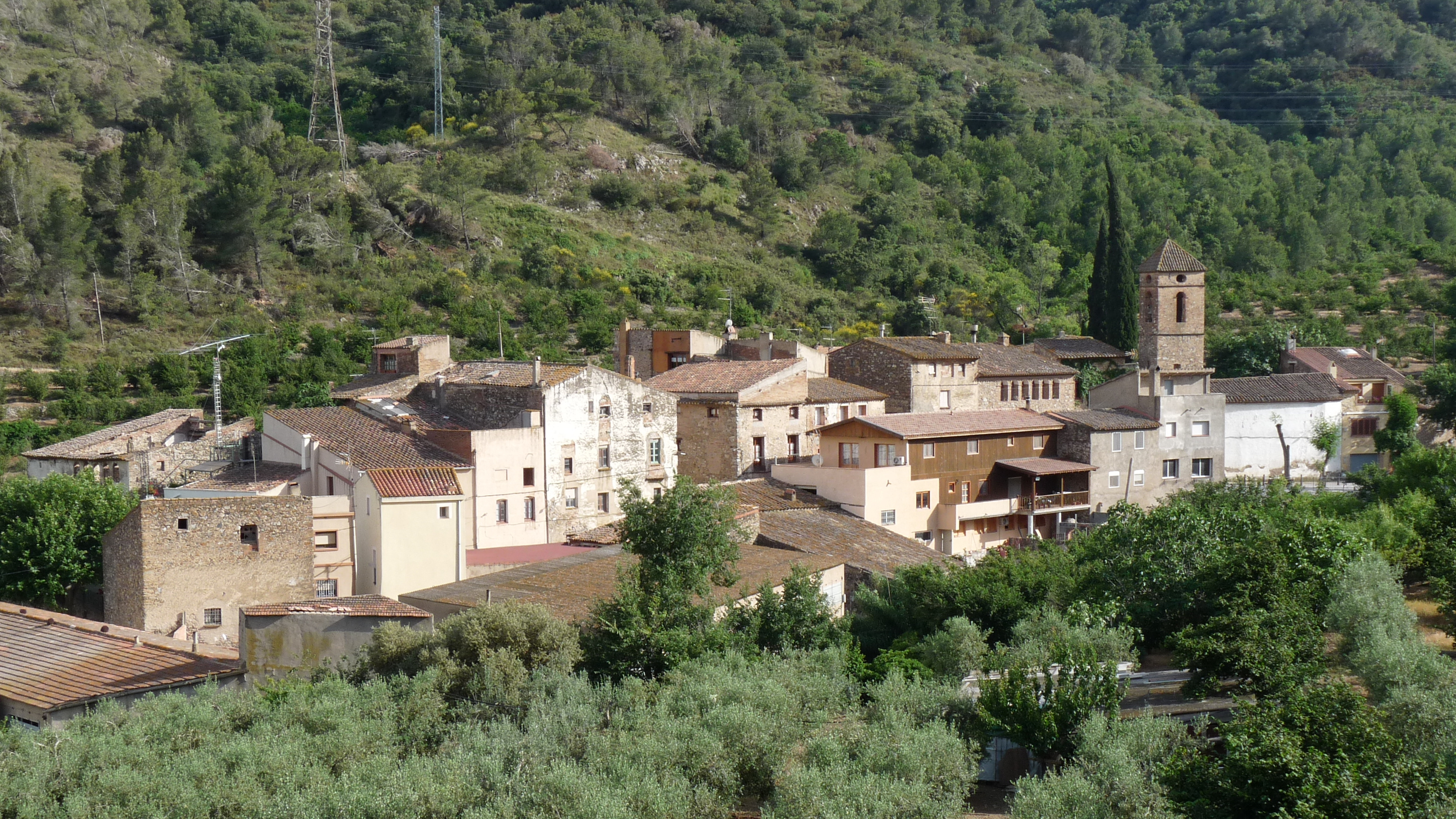
Les Irles

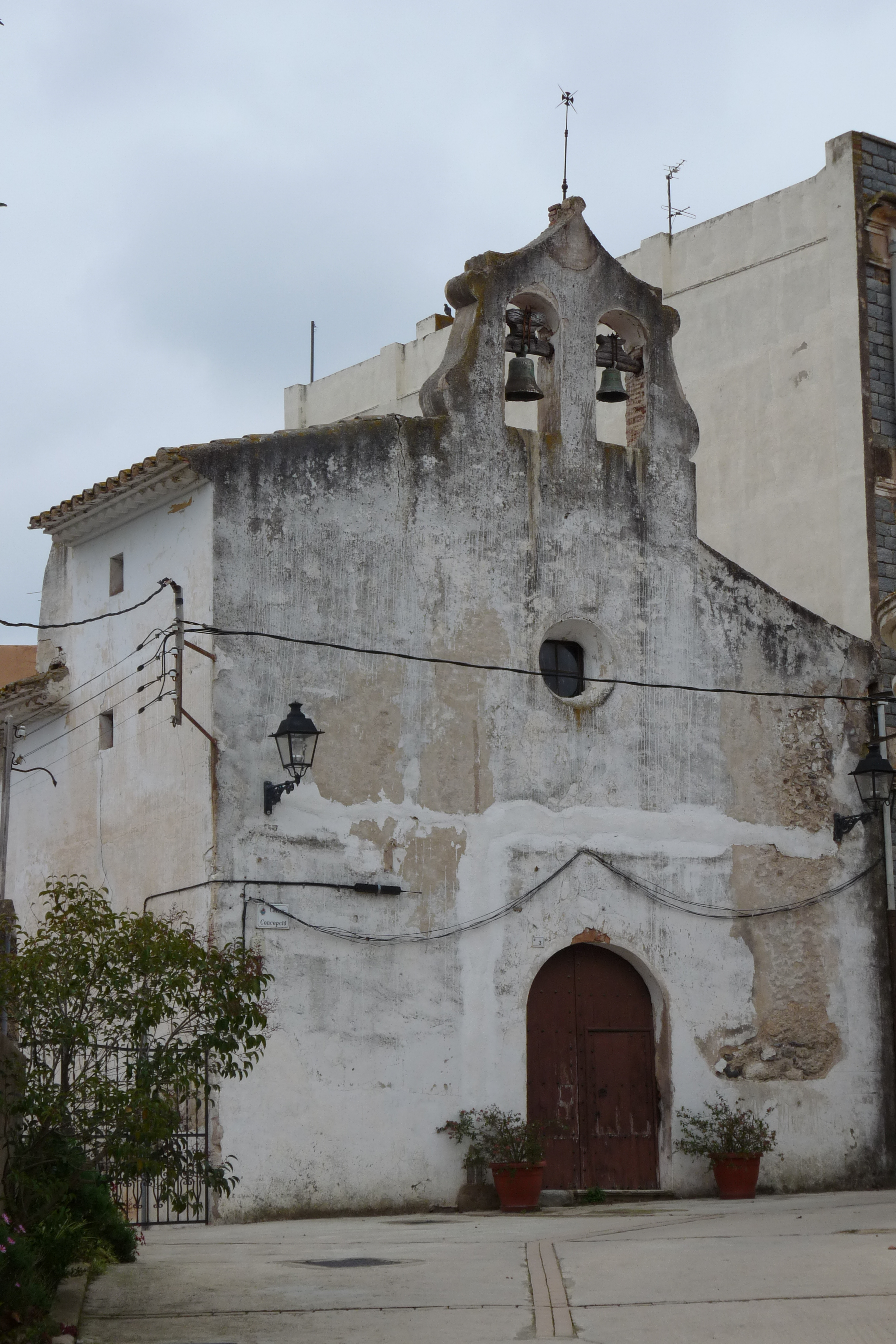
Les Voltes

El paleontòleg Salvador Vilaseca va trobar dues peces tallades de sílex a la partida del Mas d'en Huguet, proves de l'existència de l'home en aquell territori durant la prehistòria. També s'han datat les mateixes peces en l'època neolítica, com que s'han trobat altres peces de fang i destrals de pedra polida. També s'ha trobat un enterrament amb un esquelet datat cap a l'any 1800-2200 aC. S'han trobat unes restes arquitectòniques que corresponen a una vil·la romana que formaven part d'unes habitacions termals. També s'han trobat unes restes d'enterraments d'època romana tardana i unes monedes romanes. Se situen al sud del terme, lloc on també són visibles les restes d'una antiga torre de guaita coneguda com a Torre dels Moros. A més, també hi ha les restes d'una antiga capella on es creu que abans de la fundació del poble, quan encara només hi havia masos dispersos, es reunien els habitants de la contrada a celebrar l'ofici sagrat. Totes les restes estan conservades al Museu d'Arqueologia Salvador Vilaseca de Reus. Queden algunes restes de l'antiga muralla que envoltava la vila, així com una de les portalades d'entrada. No obstant no queda cap rastre de l'antic castell, que encara era identificable el 1847, però es creu que el Palau on s'estaven els senyors de Riudecols és la Casa del Castell o Cal Roca. Riudecols pertanyia eclesiàsticament a la parròquia de Sant Bartomeu de la Quadra dels Tascals (l'actual ermita de la Mare de Déu de la Riera a les Borges del Camp), i el 1384 es va oposar a que les Borges construís una església parroquial pròpia. Finalment els dos pobles van arribar a una entesa.

## L'església
L'església parroquial de Riudecols està dedicada a sant Pere. L'edifici es va acabar el 1873, tot i que el campanar, de planta octagonal, està sense acabar. Consta d'una nau central i vuit naus laterals (altar de la Mare de Déu del Roser, altar a la Mare de Déu de Montserrat, altar de la Verge Maria, altar del Sagrat Cor de Jesús, altar de la Mare de Déu de Puigcerver, altar del Sant Sepulcre, altar del Sant Crist i altar de Santa Eulàlia). L'església tenia a l'altar major un magnífic retaule barroc dedicat als tres patrons, sant Pere, santa Eulàlia i la Mare de Déu del Roser, a part de múltiples escenes sobre sants i màrtirs de l'Església catòlica. L'altar barroc i tots els altres retaules de l'església van ser cremats l'any 1936, a conseqüència de la Guerra Civil espanyola. Durant la guerra, l'església feia de magatzem de carbó i de mercat municipal, així que va quedar molt malmesa. L'any 1963, mossèn Josep Blasí va pintar l'altar major. Les pintures representen quatre passatges de la vida del titular, Sant Pere, el primer papa de l'Església, que són: el pescador d'homes, la conversió, la Pentecosta i l'Apòstol. L'any 2000 es va restaurar l'església totalment, tant interiorment com exterior. La façana de l'església es va pintar com originalment havia estat i el campanar es va coronar amb una barana de marbre blanc. 

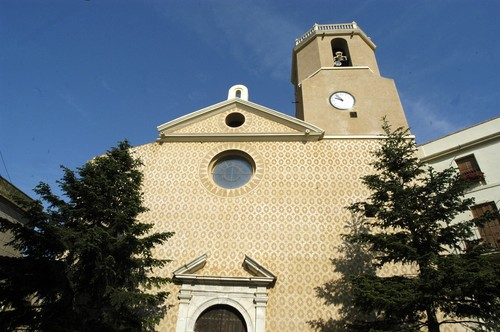
Església parroquial de Sant Pere de Riudecols

 El campanar té tres campanes i un rellotge. La més important, la de Sant Pere, està situada a la façana principal i venta cada dia a la una i a les tres del migdia, recordant l'antiga tradició, ja que antigament cridaven els pagesos que estaven al camp, a dinar i a les tres la tornada al treball.

## Els pobles agregats: les Voltes i les Irles
Les Voltes, a un quilòmetre a llevant de Riudecols, formava part de l'antiga senyoria dels Arcs, adquirida el 1243 al Monestir de Bonrepòs per l'arquebisbe Pere d'Alabart. Passà a formar part de la baronia arquebisbal d'Alforja i tenia com a església la de sant Bartomeu, a la Quadra dels Tascals. Segons Madoz, cap al 1850 Les Voltes formava part del municipi d'Alforja, i tenia una fàbrica d'aiguardent i un molí d'oli, i explotava a més mines de coure. L'església de les Voltes està dedicada a la Immaculada Concepció. La construcció dataria de final del segle xviii. Està composta per una nau única amb capelles laterals, sense gaire interès. No té campanar, però si campanes en una espadanya, damunt de la façana principal. Es creu que en el seu origen tenia campanar i rellotge, però per causes desconegudes l'any 1767 es va tirar a terra el campanar. A l'altar major hi ha una magnífica pintura atribuïda a Juan de Juanes. A l'església de Les Voltes hi ha una imatge de la Mare de Déu de Puigcerver. Actualment s'hi diu missa pocs cops a l'any i està en un estat de deteriorament exterior força acusat. A prop de Les Voltes hi ha una capella dedicada a Sant Bartomeu que va quedar destruïda durant la Primera Guerra Carlina. Sembla que els riudecolencs tenien un gran afecte al Sant i també un gran respecte al monjo del santuari.
Les Irles, a ponent de Riudecols, és un reduït grup de cases situat al centre d'una petita vall. Igual que Les Voltes, formava part de les terres senyorials dels Arcs, i va passar al domini de la baronia arquebisbal d'Alforja el 1243. Pertanyia originàriament a la parròquia de sant Bartomeu de la Quadra dels Tascals, motiu pel qual els veïns es van oposar que les Borges construís la seva pròpia parròquia el 1384. Entre 1586 i 1669, com a mínim, va formar part de la Comuna del Camp. El 1847 produïa blat, llegums, oli, avellanes i criava conills, segons Madoz. L'església de les Irles està consagrada a Sant Antoni. La data de construcció és desconeguda, però per l'estil arquitectural sembla de principi del 1700. L'església és d'una sola nau i està composta per naus laterals. Té campanar, però no rellotge. A diferència del de Riudecols és quadrat i només té una campana.

## Economia i gastronomia
L'agricultura va ser fins a mitjan segle xx la principal activitat econòmica, destacant-ne el cultiu d'oliveres, avellaners i ametllers. El poble La fàbrica de productes metal·lúrgics de precisió Teixidó i produeix peces metàl·liques especialitzades per a moltes empreses de la província. Va ser creada a mitjan segle xx. Actualment és la principal activitat econòmica del poble i dels voltants. Consta de quatre naus, sense incloure les oficines.
Destaca també l'oli d'oliva. El municipi forma part de la zona de producció de tres productes amb denominació d'origen que sobresurten per la qualitat: l'Avellana de Reus, el vi denominació d'Origen Tarragona i l'Oli Siurana verge extra.

## Festes
Només hi ha les més notables, les quals acostumen a tenir data fixa tant per dia com per setmanes. La majoria de les festes són organitzades per l'ajuntament: 
- Santa Eulàlia, festa major d'hivern, se celebra el segon dissabte de febrer en honor de santa Eulàlia de Barcelona, patrona de Riudecols.
- Carnaval, festa de gran importància del poble. La data és variable, però sempre és el següent cap de setmana en comparació a altres ciutats.
- Setmana Santa. El Diumenge de Rams hi ha una missa que commemora l'entrada de Jesús a Jerusalem. A la tarda es fa una lectura de paraules per certs indrets del municipi que culmina amb l'arribada al Calvari. Al Dijous Sant al vespre es fa missa commemorant el Sant Sopar. El Divendres Sant és el dia més important de la celebració. A les 8 del matí es fa una processó cap al Clavari on es llegeixen els principals fets del martiri de Jesús. A les 12 del matí es fa una representació de l'Agonia i la lectura de les Set Paraules, en acabar els armats de la confraria piquen al terra de l'església fent homenatge a Crist mort. A la nit es fa una processó per tot el poble, en la qual els misteris es porten a les espatlles menys la creu, que es porta amb cadenes degut a les seves grans proporcions. Al Dissabte Sant, a les 12 de la nit s'encén una petita foguera davant de l'església que significa el foc nou de Jesús; des del principi de la missa es fa a les fosques i només amb la il·luminació de fanals i espelmes, enceses amb el foc esmentat anteriorment. El Diumenge de Rams és l'últim dia de la Setmana Santa i es fa una missa que commemora el Crist ressuscitat.
- Sant Antoni, festa major a Les Irles. Se celebra el dia 12 de juny en honor de sant Antoni.
- La Paellada Popular, l'organització de joves del poble organitza una paellada per tots els convilatans. S'acostuma a celebrar entre finals de maig i principis de juny.
- Revetlla de Sant Joan, se celebra la nit del 23 al 24 de juny. S'acostuma a fer una foguera, i posteriorment a la pista del poliesportiu es menja coca de Sant Joan.
- Sant Pere, festa major per excel·lència. Se celebra el 28, 29 i 30 de juny, en honor del seu patró, sant Pere.
- Revetlla del Poliesportiu, festa commemorativa de la inauguració del Poliesportiu Joan Mestre. A la mitjanit la gent va al ball, en ell llueixen les seves millors gales. La data és variable, però normalment es fa a mitjan juliol.
- Anada a Puigcerver, és una caminada que va de Riudecols al santuari de la Mare de Déu. També fa la romeria Alforja, poble veí, però des del seu respectiu poble. La romeria comença a les 6 de la matinada del primer diumenge del mes d'agost.
- Processó Mariana, processó en honor de la Mare de Déu de Puigcerver, es recorre el poble a llum de fanal, amb la verge a les espatlles. Se celebra l'últim diumenge d'agost.
- Mare de Déu del Roser, festa major d'octubre, en honor de la Verge del Roser. Se celebra el primer dissabte d'octubre.
- Immaculada Concepció, Festa Major de Les Voltes, se celebra el dia 8 de desembre en honor de la Immaculada Concepció.[1]

## Demografia
| Entitat de població | Habitants (2024) |
| Riudecols           | 997              |
| Riu-club            | 208              |
| les Irles           | 37               |
| les Voltes          | 6                |
| Font: Idescat       |                  |

| 1497 f | 1515 f | 1553 f | 1717 | 1787  | 1857  | 1877  | 1887  | 1900  | 1910  |
| ------ | ------ | ------ | ---- | ----- | ----- | ----- | ----- | ----- | ----- |
| 26     | 31     | 44     | 422  | 1.094 | 1.127 | 1.226 | 1.308 | 1.070 | 1.109 |

| 1920  | 1930  | 1940 | 1950 | 1960 | 1970  | 1981 | 1990 | 1992 | 1994 |
| ----- | ----- | ---- | ---- | ---- | ----- | ---- | ---- | ---- | ---- |
| 1.085 | 1.345 | 968  | 926  | 927  | 1.023 | 923  | 950  | 944  | 944  |

| 1996 | 1998  | 2000 | 2002  | 2004  | 2006  | 2008  | 2010  | 2012  | 2014  |
| ---- | ----- | ---- | ----- | ----- | ----- | ----- | ----- | ----- | ----- |
| 992  | 1.004 | 997  | 1.009 | 1.064 | 1.133 | 1.225 | 1.296 | 1.289 | 1.254 |

| 2016  | 2018  | 2020  | 2022  | 2024  | 2026 | 2028 | 2030 | 2032 | 2034 |
| ----- | ----- | ----- | ----- | ----- | ---- | ---- | ---- | ---- | ---- |
| 1.169 | 1.186 | 1.189 | 1.198 | 1.232 | -    | -    | -    | -    | -    |

El 1857 incorpora les Voltes, i el 1940, les Irles. Les dades anteriors són la suma dels antics municipis.